# Xã Clay, Quận Howard, Arkansas
Xã Clay (tiếng Anh: Clay Township) là một xã thuộc quận Howard, tiểu bang Arkansas, Hoa Kỳ. Năm 2010, dân số của xã này là 155 người.